# Alfredo Jiménez
Alfredo Jiménez Ramírez (* 5. September 1951 in Mexiko-Stadt; † 27. Dezember 2022 in Monterrey), auch bekannt unter dem Spitznamen El Alacrán (dt. Der Skorpion), war ein mexikanischer Fußballspieler auf der Position eines Stürmers.

## Laufbahn
Jiménez begann seine Profikarriere 1970 beim CF Monterrey, bei dem er bis 1975 unter Vertrag stand und lediglich während der Saison 1972/73 auf Leihbasis für Deportivo Toluca spielte. Im Sommer 1975 wechselte er ausgerechnet zum Lokalrivalen UANL Tigres, mit dem der Clásico Regiomontano ausgetragen wird. Gleich in seiner ersten Saison 1975/76 mit den Tigres gewann El Alacrán den Pokalwettbewerb. Unmittelbar nach diesem Triumph wechselte Jiménez zum Hauptstadtverein CD Cruz Azul, bei dem er die nächsten beiden Spielzeiten verbrachte. 1978 kehrte er zu den Tigres zurück und beendete dort seine Laufbahn 1981.
Zwischen 1971 und 1977 absolvierte El Alacrán 22 Einsätze für die mexikanische Fußballnationalmannschaft, bei denen er sechs Tore für „El Tri“ erzielte. 

## Pechvogel
Bei seinen späteren Vereinszugehörigkeiten war Alacrán Jiménez sprichwörtlich „zur falschen Zeit am falschen Ort“. Denn während seiner letzten Saison bei Cruz Azul (1977/78) gewannen die Tigres (zum ersten Mal überhaupt) die mexikanische Fußballmeisterschaft. Unmittelbar nach seiner Rückkehr zu den Tigres gewann Cruz Azul zweimal in Folge den Meistertitel (1978/79 und 1979/80) und in der ersten Saison nach Beendigung seiner Laufbahn in Reihen der Tigres gewannen diese in der Saison 1981/82 ihren zweiten Meistertitel. Ein Erfolg, der Alacrán Jiménez zeitlebens verwehrt blieb.

## Erfolge
- Mexikanischer Pokalsieger: 1976